# تصريف برمجيات كيدي
تصريف برمجيات كيدي (بالإنجليزية: KDE Software Compiltion) وتختصر (KDE SC) كان مُسماً يشير إلى بيئة سطح المكتب وعدد من التطبيقات المضمنة المطورة من قبل كيدي. من الإصدار 1.0 في يوليو 1998 حتى إصدار 4.4 في فبراير 2010، تصريف البرمجيات كان يسمى كيدي، والذي كان يرمز إلى بيئة المكتب ك (K Desktop Environment) حتى إعادة التسمية. التجميعة المسماة (KDE SC) استخدمت من 4.4 حتى الإصدار الأخير 4.14 في يوليو 2014. تكونت من كيدي بلازما 4 وتطبيقات كيدي التي اختارت فرق تطويرها اتباع مواعيد إصدار تصريف البرمجيات. بعد ذلك، فصلت تصريفة برمجيات كيدي إلى: كيدي بلازما وأطر عمل كيدي وتطبيقات كيدي، كلٌ منها بمواعيد إصدار منفصلة.

## تاريخ

### النشأة
أُسست كيدي سنة 1996 من قبل ماتياس إتريش، الذي كان طالباً في جامعة توبنغن. في ذلك الوقت كان منزعجاً من بعض نواحي سطح مكتب يونكس. كان من ضمن تحفظاته عدم تناسق التطبيقات في مظهرها، ملمسها، وعملها. اقْتَرَحَ أن لا تُطوَّر التطبيقات فقط بل أن تطور بيئة سطح مكتب يمكن للمستخدم فيها توقع أن تعمل التطبيقات وتبدو متناسقة. كان يريد أن يجعل بيئة سطح المكتب سهلة الاستعمال أيضاً؛ واحد من شكاويه حول التطبيقات المكتبية حينها كان عدم قدرة صديقته على استخدامها. منشوره على يوزنت أثار الكثير من الأهتمام، ووُلِدَ مشروع كيدي.
إتريش اختار أن يستخدم أطر عمل كيوت الخاصة بترولتك لمشروع كيدي. المطورون الآخرون بدأو سريعاً بتطوير تطبيقات كيدي/كيوت، ومع بداية 1997 بعض التطبيقات كانت تنشر.

### السلسلة الأولى

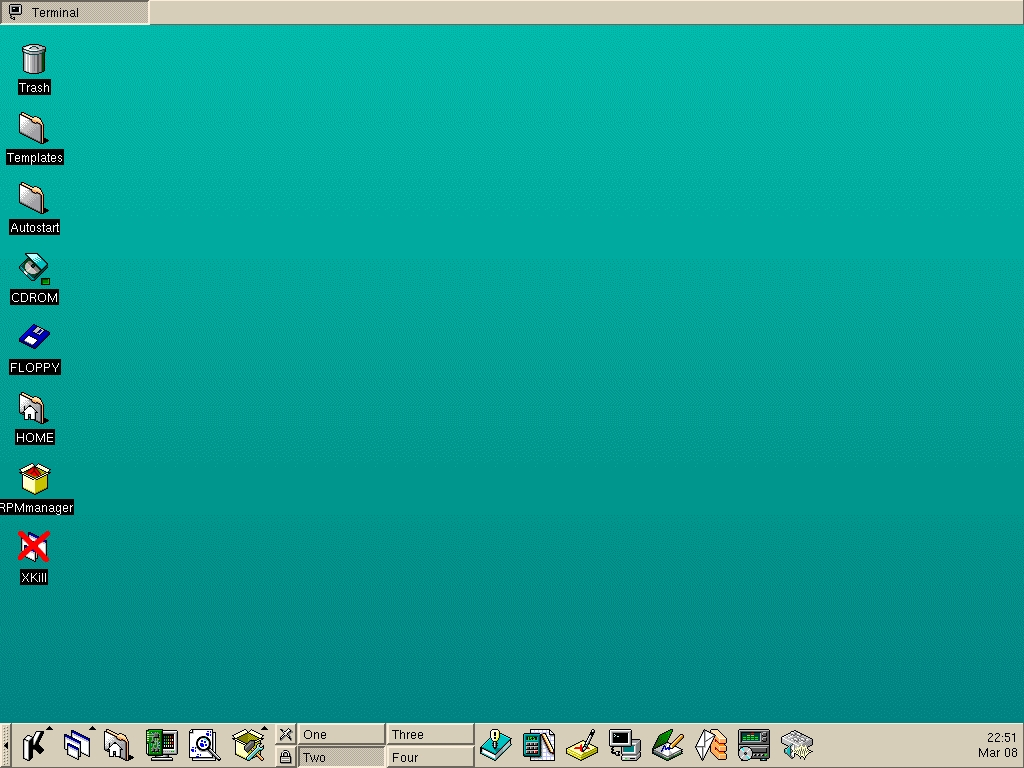
بيئة سطح المكتب ك 1.0

في 12 يوليو 1998، أصدرت بيئة سطح المكتب ك 1.0. في نوفمبر 1998، أطر عمل كيوت رخصت تحت رخصتين: رخصة كيو العمومية الحرة ومفتوحة المصدر ورخصة احتكارية لمطوري التطبيقات الاحتكارية. استمرت النقاشات حول التوافق مع رخصة جنو العمومية، لذلك رَخّصت ترولتك نسخة يونكس من مكاتب كيوت تحت رخصة جنو العمومية إضافةً إلى رخصة كيو العمومية. استمرت ترولتك بتطلب رخص لتطوير برمجيات محتكرة باستخدام كيوت. مكاتب كيدي الأساسية مرخصة برخصة جنو العمومية الصغرى، لكن لا يمكن للتطبيقات الاحتكارية استخدامها إلا تحت شروط رخصة كيوت الاحتكارية.

### السلسلة الثانية

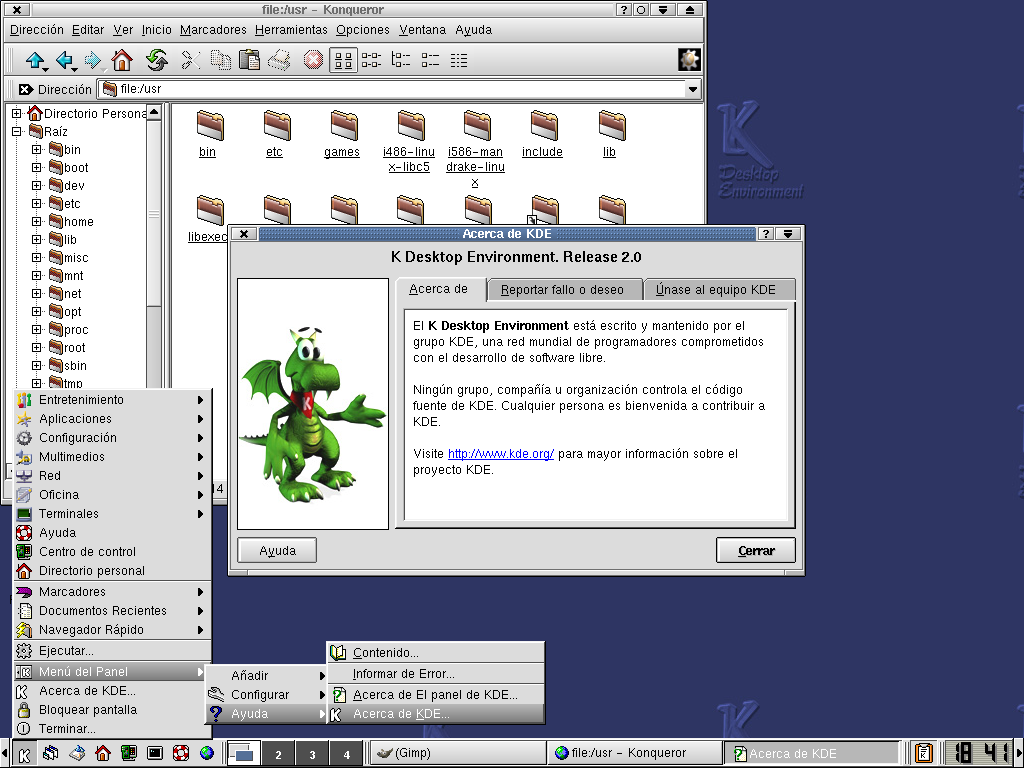
بيئة سطح المكتب ك 2.0

بدأً من 23 أكتوبر، السلسلة الثانية من الإصدارات، كيدي 2، قدمت تقدمات تقنية كبيرة. منها ميفاق الاتصال المكتبي، مدخلات ومخرجات كيدي، قطع كيدي، و كي إتش تي إم إل.

### السلسلة ما قبل الرابعة

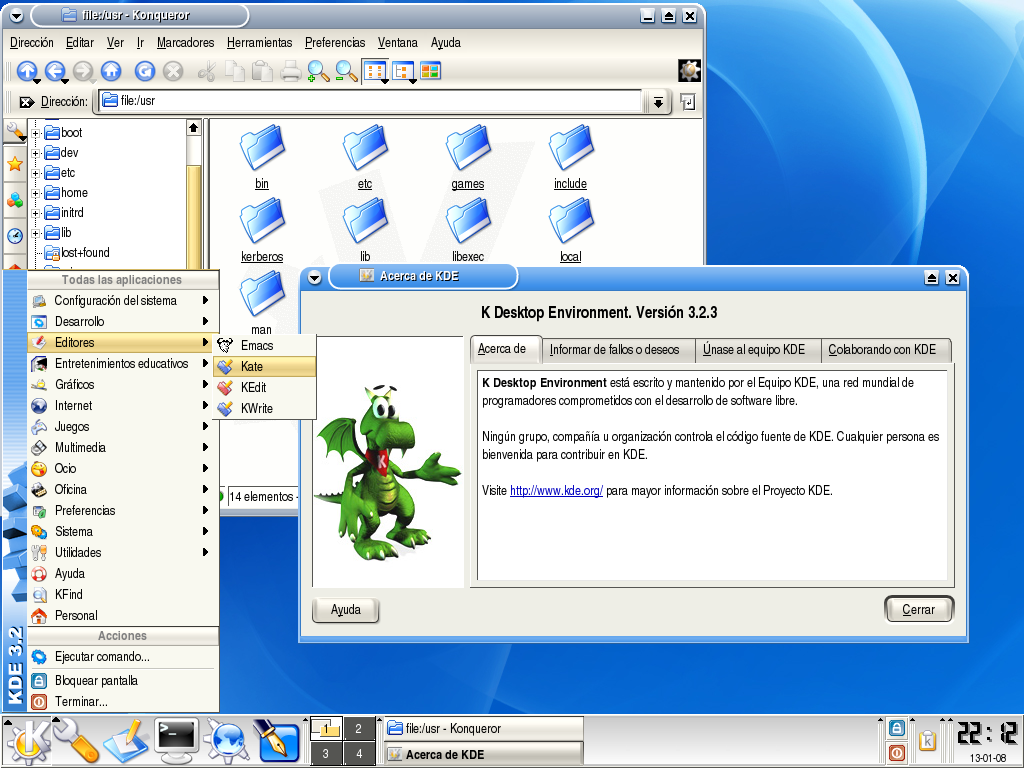
كيدي 3.2 مع كونكيورر وشاشة معلومات حول كيدي

السلسلة الثالثة كانت أكبر بكثير من السلاسل الماضية، تكونت من ست إصداراتٍ كبيرة بدأً من 3 أبريل 2002. كانت تغيُّرات واجهة برمجة التطبيقات بين كيدي 2 وكيدي 3 صغيرة نسبياً، مما يعني أن كيدي 3 يمكن النظر إليها كاستمرار لسلسلة كيدي 2. كل إصدارات كيدي 3 كانت مبنية على كيوت 3، الذي كان مرخصاً برخصة جنو العمومية فقط للينكس وأنظمة التشغيل الشبيهة بيونكس، بما فيها ماك أو إس. عُلِّمت كمستقرة على ماك أو إس إكس منذ 2008. بخلاف كيدي 4، تحتاج إلى خادم إكس 11 لتعمل. في 2002 أعضاء مشروع كيدي على سيج وين بدأو بنقل نص كيوت/إكس11 البرمجي المرخص برخصة جنو العمومية إلى ويندوز.

### السلسلة الرابعة

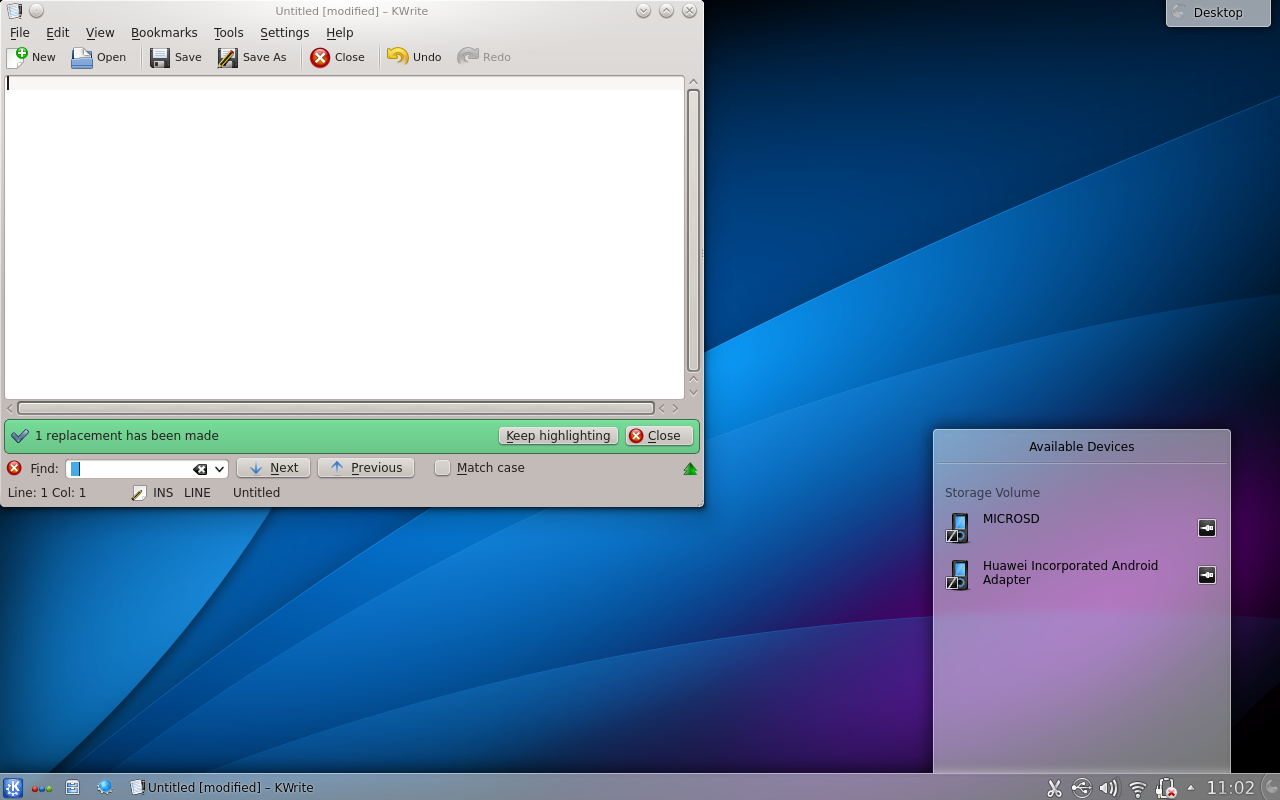
آخر نسخة من سطح مكتب بلازما في تصريف برمجيات كيدي 4.10

تصريف برمجيات كيدي 4، نشر في 11 يناير 2008، وهو مبني على كيوت 4، والذي نشر تحت رخصة جنو العمومية أيضاً لماك أو إس وويندوز. لذلك يمكن تجهيز وتشغيل تطبيقات كيدي 4 على هذه الأنظمة. تصريف برمجيات كيدي 4 يعتبر تجريبياً حالياً على ماك أو إس، في حين أنه يعتبر غير جاهز على ويندوز، لذا قد تكون التطبيقات غير مناسبة للأعمال اليومية.
تصريف برمجيات كيدي 4 يتضمن العديد من التقنيات الجديدة والتغييرات التقنية. الأكثر أهمية هو إعادة تصميم سطح المكتب واللوحات التي تسمى معاً بلازما، التي تستبدل كيكر والمكتب ك وسوبركرمبا عن طريق دمج وظائفها في تقنية واحدة؛ تهدف بلازما لأن تكون قابلة للتخصيص أكثر للذين يريدون تحديث شكل سطح المكتب المجازي القديم. هنالك عدد من أطر العمل الجديدة مثل: فونون، سوليد، وديسيبل.
بدأً من كيوت 4.5، كيوت أصبح متاحة تحت رخصة جنو العمومية الصغرة أيضاً،  وهي خطوةٌ كبيرة باتجاه تبني الشركات والبيئات الاحتكارية لكيدي، لأن رخصة جنو العمومية الصغرة تسمح للتطبيقات الاحتكارية بالوصل إلى المكاتب المرخصة بها.

### السلسلة ما بعد الرابعة

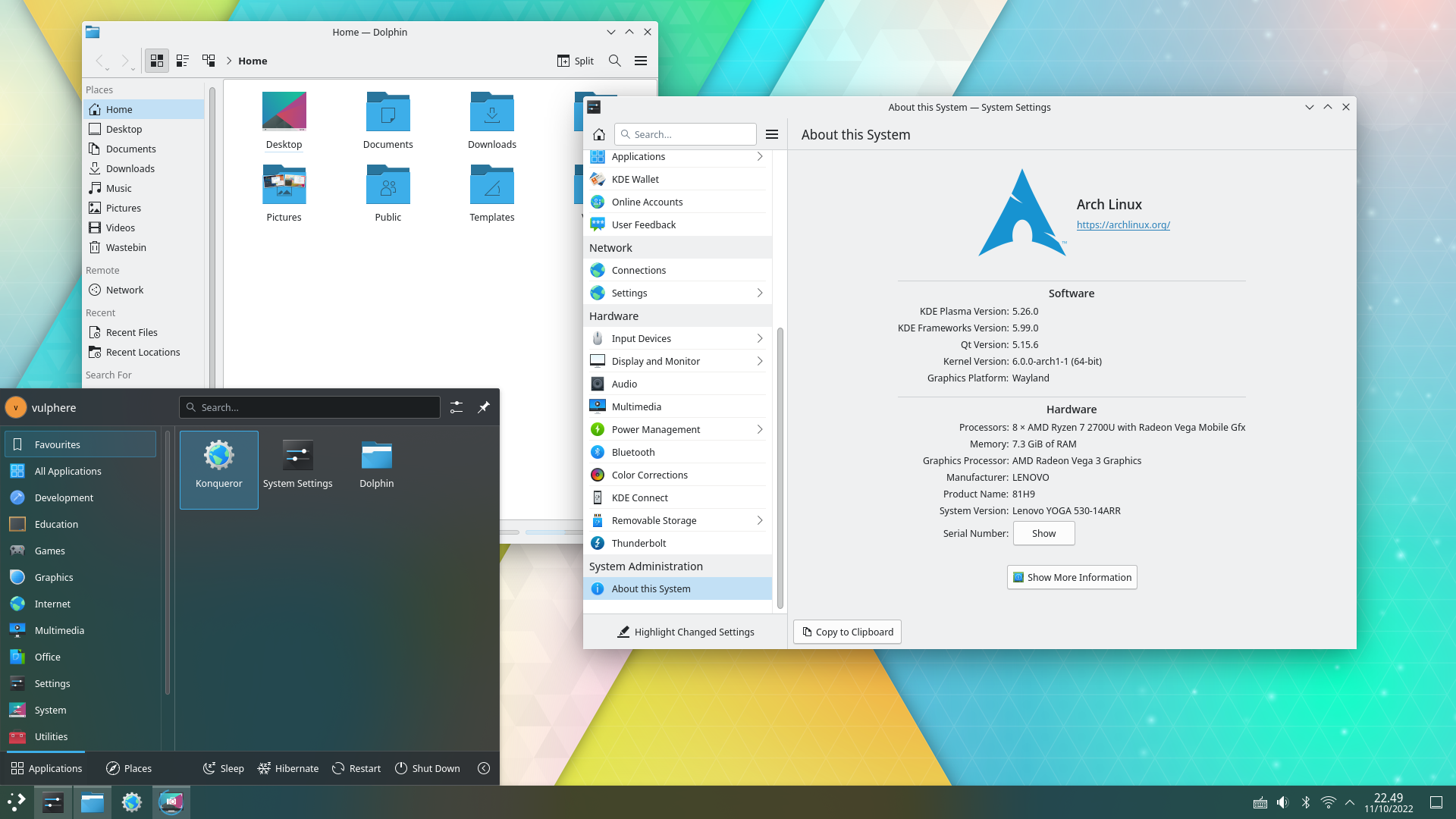
بلازما 5.26 بِسِمةْ «نسيم»، مزيج من الألوان الداكنة والفاتحة.

منذ أغسطس 2014، كيدي لم تعد تحدث كل البرمجيات في التصريفة، عوضاً عن ذلك قُسِّمت البرمجية إلى ثلاث أجزاء:
- أطر عمل كيدي 5 (نشر إصدار 5.0 في 7 يوليو 2014، وينشر إصدارٌ جديد شهرياً)[11]
- كيدي بلازما 5 (نشر إصدار 5.0 في 15 يوليو 2014، وينشر إدار جديد كل ثلاث أشهر)[12]
- تطبيقات كيدي (14.12 كان أول إصدار يضم التطبيقات المعتمدة على أطر العمل 5)[13]

التغييرات الكبيرة تضم الانتقال من كيوت 4 إلى كيوت 5، دعم ميفاق خادم العرض ويلند، دعم واجهة برمجة التطبيقات الرسومية فولكان، وتقسيم مكاتب كيدي الاساسية. الإصدارات الأولية لأطر عمل كيدي 5 وبلازما 5 أصبحت متوفرة في يوليو 2014.